# Popoluques
|  | Per a altres significats, vegeu «popoluca». |

|  | No s'ha de confondre amb popoloques. |

Els popoluques (del nàhuatl 'algú que parla com balbotejant') és un exònim despectiu que els asteques van aplicar a diferents pobles indígenes de Mèxic; de fet el terme popoluca és similar en connotació i significat al terme bàrbar de grecs i romans. El terme és confús perquè correspon a ètnies que parlen diferents llengües no-relacionades entre si.

## Llengües zoques i mixes anomenades "popoluca"
Els popoluques que parlen llengües mixezoque són, juntament amb els mixes, descendents lingüístics i culturals dels olmeques, civilització mare de Mesoamèrica la llengua testimoniada dels quals epigràficament ha estat traduïda recentment a partir del proto-mixezoque reconstruït.
Sovint són considerats com una branca de l'ètnia mixe, zoque i olmeca i, al contrari que altres grups, no mantenen una intensa solidaritat ètnica, sinó més aviat lingüística. Això ha dificultat la creació d'organismes representatius popoluca i la falta de representació de l'ètnia en les instàncies estatals o nacionals. La varietat de noms amb què s'autodenominen (núntaha’yi, tuncapxe, yaac avu, nuntajuyi, actebet o anmati) donen una idea de la falta d'una identitat lingüística o ètnica definida, per la qual cosa sovint es diuen a si mateixos popoluca, encara que aquesta sigui una denominació nàhuatl i, per tant, forana.
Els popoluque viuen al sud de l'estat de Veracruz principalment als municipis d'Acayucan, Hueyapan de Ocampo, Mecayapan, Pajapan i Soteapan, encara que també es troben grups de llengua popoluca a les ciutats de Minatitlán i Coatzacoalcos. Donada la difícil intercomprensió de les variants o dialectes popoluca de vegades es parla de quatre llengües diferents encara que relacionades i agrupades sota la denominació 'popoluca'. Aquestes variants, més relacionades amb el zoque o amb el mixe segons la seva situació geogràfica, són:

### Varietats zoques
Popoluca de Texistepec (poq) i Soteapan (poi) també anomenat zoque del Golf pertany, al costat del zoque de la família mixezoque. Les dues variants popoluca de Soteapan i Texistepec respectivament (amb una llengua més "zoque" estretament emparentada amb el zoque de Tabasco, Chiapas i Oaxaca)

### Varietats mixes
- Popoluca de Sayula de Alemán (pos) i popoluca d'Oluta (plo) amb característiques més pròpiament "mixe", emparentades amb els dialectes septentrionals del mixe d'oaxaca).

Totes les variants de popoluca són llengües que van sofrir una pèrdua de parlants important en favor del nàhuatl i el castellà per la seva situació a l'istme de Tehuantepec, cruïlla de cultures, comerç i influències polítiques.